# Romuald Madany

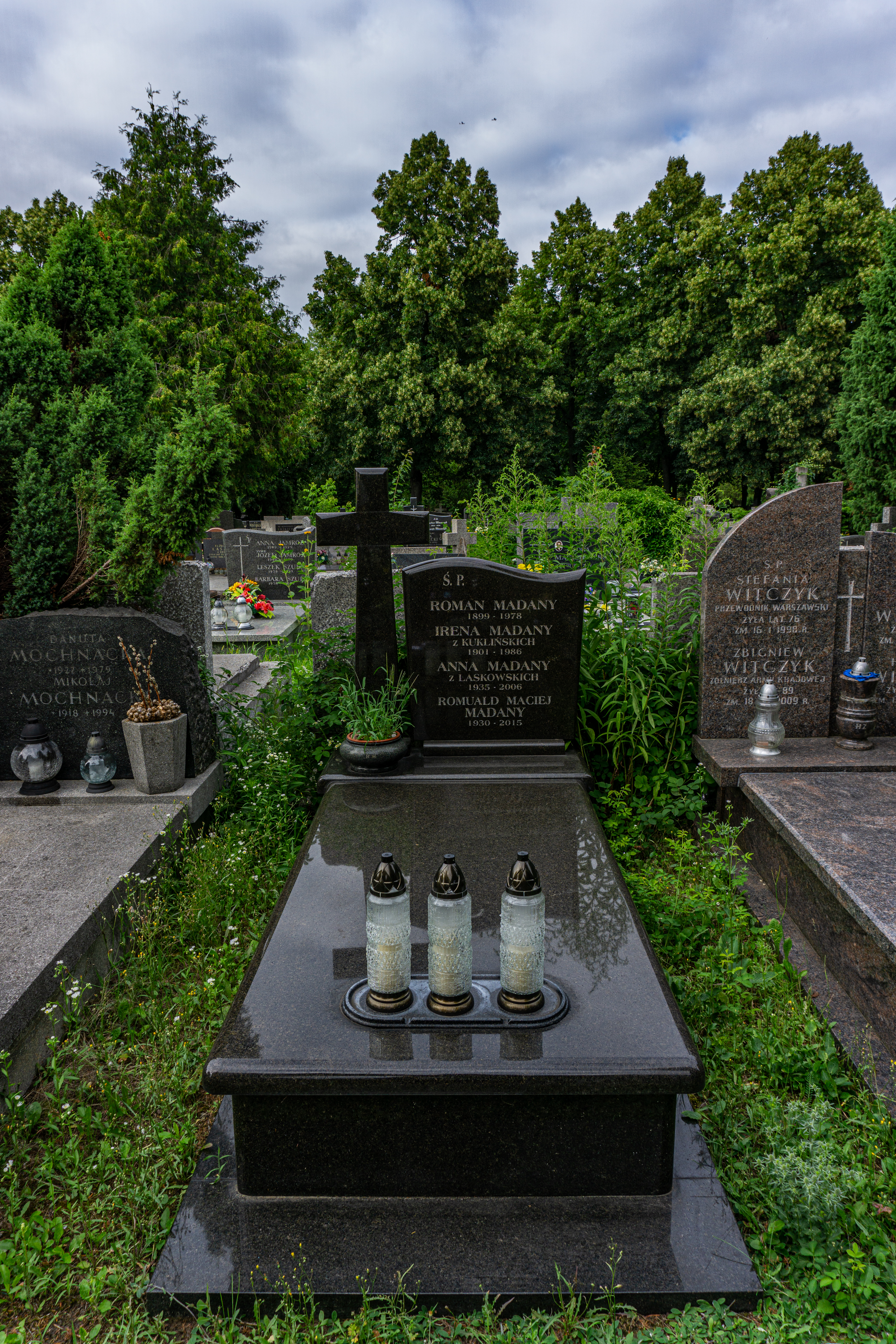
Grób Romualda Madanego na cmentarzu Komunalnym Północnym w Warszawie

Romuald Maciej Madany (ur. 5 lutego 1930 w Warszawie, zm. 28 maja 2015 tamże) – polski naukowiec, specjalista w zakresie agrometeorologii, klimatologii i meteorologii, profesor nadzwyczajny SGGW.
Absolwent Uniwersytetu Warszawskiego. Był wieloletnim pracownikiem Wydziału Melioracji i Inżynierii Środowiska SGGW, gdzie w latach 1987-1991 piastował funkcję prodziekana wydziału ds. dydaktyki. Pełnił również w latach 1984-1987 funkcję kierownika Zakładu Meteorologii i Klimatologii, a w latach 1995-1999 funkcję kierownika Katedry Rekultywacji Środowiska Przyrodniczego na tejże uczelni.
Był autorem lub współautorem 42 oryginalnych publikacji naukowych i 12 syntez naukowych, promotorem dwóch obronionych z wyróżnieniem prac doktorskich i recenzentem kilku takich rozpraw.

## Wybrane odznaczenia
- Krzyż Kawalerski Orderu Odrodzenia Polski,
- Złoty Krzyż Zasługi,
- Medal Komisji Edukacji Narodowej,
- Złota Odznaka ZNP[2]
- Srebrna Odznaka „Zasłużony Białostocczyźnie”[4]